# 前埔厝
前埔厝，是臺灣高雄市仁武區的一個傳統地域名稱，位於該區東北部。相較於今日行政區，其範圍大致包括仁福里不含西南部凸出部分及南部東側凸出部分，以及大社區的嘉誠里南部東側凸出部分的西南部。
本地區境內主要聚落為前埔厝、竹仔坑、瓦厝仔。

## 歷史
台灣日治初期，前埔厝地區為一街庄，稱為「前埔厝庄」（舊制街庄），隸屬於觀音下里。該庄昔日北邊西至中段與牛食坑庄為鄰，北邊東段及東邊北段與姑婆藔庄為鄰，東邊南段與檨仔腳庄為鄰，東南邊與大樹腳庄為鄰，南邊為烏材林庄，西南邊為仁武庄，西邊為林仔邊庄、三奶壇庄，大社庄。
1901年（日治明治三十四年）11月11日，全台廢縣廳改設二十廳，該庄隸屬於鳳山廳。1904年（明治三十七年）5月3日，該庄編入「考潭區」，隸屬於鳳山廳。1909年（明治四十二年）10月25日，全台合併二十廳為十二廳，考潭區改隸屬於臺南廳。1920年（大正九年）10月1日，全台地方制度大改正，廢十二廳改設五州二廳，該庄改制為「前埔厝」大字，隸屬於高雄州高雄郡仁武庄（新制街庄）。1924年（大正十三年）12月25日，高雄郡廢郡，仁武庄改隸屬於鳳山郡。
戰後仁武庄改制為仁武鄉，隸屬於高雄縣，大字亦改制為村。1950年（民國39年）10月1日，高、屏分治，仁武鄉仍隸屬於高雄縣。1951年（民國40年）8月，仁武鄉拆分出大社鄉，本地區仍隸屬於仁武鄉。2010年（民國99年）12月25日，高雄縣、市合併為直轄高雄市，仁武鄉改制為仁武區，村亦改制為里。

## 聚落
本地區發展較早的聚落為前埔厝、竹仔坑、瓦厝仔，在日治初期的官方地圖上已有記載。

## 交通
市道186甲線是大社至大坑的道路，經過本地區北部。由該道路西行（大方向）可前往點大社區，並止於大社市區的市道186號路口；東行（大方向）可前往大樹區，並止於姑婆寮地區大坑聚落南郊的區道高145線路口。
區道高52線是仁武至前埔厝的道路，其東側端點（終點）位於本地區北部的市道186甲線路口，由此向西南蜿蜒而行，會經過本地區的瓦厝仔聚落。